# Sulo Bärlund
Sulo Richard Bärlund (ur. 15 kwietnia 1910 w Kangasala, zm. 13 kwietnia 1986 tamże) – fiński lekkoatleta, specjalista pchnięcia kulą, medalista olimpijski z Berlina z 1936.
Na igrzyskach olimpijskich w 1936 w Berlinie zdobył srebrny medal w pchnięciu kulą, za Hansem Woellke z Niemiec, a przed innym Niemcem Gerhardem Stöckiem.
Startował na mistrzostwach Europy w 1938 w Paryżu, gdzie zajął 4. miejsce, a także na mistrzostwach Europy w 1946 w Oslo, na których był szósty.
17 razy reprezentował Finlandię w meczach międzypaństwowych (7 zwycięstw indywidualnych).
Był mistrzem Finlandii w pchnięciu kulą w latach 1935–1938, 1940, 1946 i 1948, a także wicemistrzem w 1939, 1945, 1947 i 1949.
Jako pierwszy Fin pokonał granicę 16 metrów. 12 lipca 1936 w Helsinkach ustanowił rekord Finlandii wynikiem 16,23 m.